# فريتز أندريه
فريتز أندريه (بالفرنسية: Fritz André)‏ (18 سبتمبر 1946 بهايتي - ) هو لاعب كرة قدم هايتي في مركز الدفاع، شارك في كأس العالم 1974. وشارك مع منتخب هايتي لكرة القدم. أما مع النوادي، فقد لعب مع نادي فيوليت.

## وصلات خارجية
- فريتز أندريه على موقع الاتحاد الدولي (مؤرشف)  (الإنجليزية)
- فريتز أندريه على موقع قاعدة بيانات كرة القدم.إي يو (الإنجليزية)
- فريتز أندريه على موقع ناشيونال فوتبول تيمز (الإنجليزية)
- فريتز أندريه على موقع Soccerway.com (الإنجليزية)
- فريتز أندريه على موقع عالم كرة القدم.نت (الإنجليزية)